# Reinhard Hartmann
Reinhard Hartmann (ur. 3 listopada 1953 w Feldkirch) – austriacki zapaśnik walczący w stylu klasycznym. Olimpijczyk z Moskwy 1980, gdzie zajął siódme miejsce w kategorii 68 kg. Piąty na mistrzostwach Europy w 1980 roku.
- Turniej w Moskwie 1980

Wygrał z Syryjczykiem Khaledem El-Khaledem, a przegrał ze Szwedem Larsem-Erikiem Skiöldem i Rumunem Ștefanem Rusu.